# Miasto Garešnica
Miasto Garešnica (chorw. Grad Garešnica) – jednostka administracyjna w Chorwacji, w żupanii bielowarsko-bilogorskiej. W 2011 roku liczyła 10 472 mieszkańców.

## Miejscowości
- Ciglenica
- Dišnik
- Duhovi
- Garešnica
- Garešnički Brestovac
- Gornji Uljanik
- Hrastovac
- Kajgana
- Kaniška Iva
- Kapelica
- Mala Bršljanica
- Mali Pašijan
- Malo Vukovje
- Rogoža
- Tomašica
- Trnovitički Popovac
- Uljanički Brijeg
- Uljanik
- Velika Bršljanica
- Veliki Pašijan
- Veliki Prokop
- Veliko Vukovje
- Zdenčac